# Александродар (Ставропольский край)
Александродар (также Александрфельд, нем. Alexanderfeld, также — Унтердорф нем. Unterdorf) — село, в настоящее время — в составе села Кочубеевское.

## География
Село располагалось в 45 км к юго-западу от Ставрополя.

## История
Село Александродар или «Унтердорф» — «нижнее село», которое находилось в низине у колонии Великокняжеское, основано в 1863 году братством меннонитов в составе 67 семей из молоканской колонии Гнаденталь.
Русское наименование Александродар дано в честь Александра II. До 1917 населённый пункт входил в  Кубанскую область, Баталпашинский отдел, Великокняжескую волость. 
На 1911 год село имело 1965 десятин земли. Развивалось молочное животноводство, коневодство, садоводство, виноградарство, торговля. Действовали кузнечные, слесарные, сапожные, портняжные, колёсные, бондарные, стекольные заведения, кирпичный завод, чугунолитейный и механический завод сельскохозяйственного оборудования (орудий) Я. Л. Герцена, сыроварня, маслобойни, паровая мельница Я. и Г. Герценов и П. Деккера (1902), садоводческий питомник. Имелись кредитное товарищество, потребительское общество, сиротская касса. В селе действовал молельный дом (1896). Кроме меннонитов, на территории села проживали темплеры и адвентисты.
В советский период село входило в Орджоникидзевский край, Либкнехтовский (Невинномысский) район. Имелась семилетняя школа, сельсовет, действовал колхоз «Ленинфельд».

## Демография
В селе проживало: 442 (1882), 734 человек в 1894 году, 761 человек (в том числе 704 немца) в 1897 году, 910 (1906), 950 человек в 1912 году, 987 человек в 1917 году, 464 человек в 1918 году, 1096 человек (970 немцев) в 1926 году.